# 유수 (복소해석학)
유수(留數)란 주로 복소해석학에서 통용되는 개념으로서, 어떤 함수 {\displaystyle f}의 {\displaystyle z_{0}}을 중심으로 하고 그 정의역 내의 어떤 환영역에 대해 로랑 급수 전개가 주어졌다고 가정할 때 그 주부분의 첫 번째 항, 즉 {\displaystyle b_{1}} 항을 일컫는다. 보통 표기할 때 {\displaystyle \operatorname {Res} }라 쓰는데, 이것을 다음과 같이 환영역의 내부에서 임의의 양의 방향 단순 닫힌 경로 {\displaystyle C}에 대한 적분으로 정리할 수 있다:
{\displaystyle \operatorname {Res} (f,z_{0})=b_{1}={\frac {1}{2\pi i}}\oint \limits _{C}{f(z)}dz}

## 고립특이점과 유수
환영역의 중심인 {\displaystyle z_{0}}가 고립특이점일 때가 수학적으로 주요한 관심사가 된다. 고립특이점의 정의에 따르면, 세 가지 경우({\displaystyle z_{0}}가 제거가능, 극, 진성인 경우)가 있는데, 다음과 같은 두 가지 상황에서는 유수 계산이 비교적 쉽다:
1. 만약 {\displaystyle z_{0}}가 제거가능 특이점이라면, 유수는 정의에 따라 {\displaystyle 0}이다.
2. 만약 {\displaystyle z_{0}}가 위수가 {\displaystyle n}인 극이라면, 함수 {\displaystyle g(z)=(z-z_{0})^{n}f(z)(z\neq z_{0});=b_{n}(z=z_{0})}을 이용하여, 유수는 다음 식으로 결정될 수 있다 : {\displaystyle \operatorname {Res} (f,z_{0})={\frac {g^{(n-1)}(z)}{(n-1)!}}}

그러나, 만약 {\displaystyle z_{0}}이 진성특이점이라면, 유수는 각각의 경우마다 달리 계산해야 한다.

## 무한대에서의 유수
유수의 정의를 확장하여, 무한대의 경우에도 적용시킬 수 있다. 고립특이점이 {\displaystyle n}개 존재하는 함수 {\displaystyle f(z)}의 로랑 급수에 약간의 대수적 조작을 가하여, 이것을 함수 {\displaystyle {\frac {1}{z^{2}}}f\left({\frac {1}{z}}\right)}에 관한 로랑 급수와 연관시킬 수 있기 때문이다. 이 함수의 {\displaystyle z=0}에서의 유수에 대하여 모든 고립특이점을 밖에서 감싸는 임의의 단순 닫힌 경로 {\displaystyle C}를 생각하면 다음과 같은 식이 성립한다.
{\displaystyle \operatorname {Res} \left({\frac {1}{z^{2}}}f\left({\frac {1}{z}}\right),0\right)={\frac {1}{2\pi i}}\oint \limits _{C}{f(z)}dz}
이 때 경로 {\displaystyle C} 안쪽에서 역시 모든 고립특이점을 밖에서 감싸는 반지름 {\displaystyle R}인 원을 그릴 수 있다면, 이것은, {\displaystyle {\frac {1}{z^{2}}}f\left({\frac {1}{z}}\right)} 을 {\displaystyle 0<|z|<{\frac {1}{R}}}에서 로랑 급수로 전개했을 때의 {\displaystyle b_{1}} 항이라고 할 수 있다. 이것을 무한대에서 {\displaystyle f(z)}의 유수로 정의한다. 이것을 이용하면 유수 정리를,
{\displaystyle \sum _{k=1}^{n}{\operatorname {Res} (f(z),z_{k})}+\operatorname {Res} (f(z),\infty )=0}
와 같이 간략하게 쓸 수 있다.

## 같이 보기
- 유수 정리
- 특이점

## 참고 문헌
- 고석구, 『복소해석학개론(2판)』, 경문사, 2005